# Московско-литвански ратови
Московско-литвански ратови, познати и као Руско-литвански ратови, били су низ ратова између Велике кнежевине Литваније (у савезу са Краљевином Пољском) и Велике московске кнежевине, која ће касније постати Руско царство. Након неколико пораза од Ивана III и Василија III, Литванци су се све више ослањали на пољску помоћ, која је с временом постала важан фактор у стварању Државне заједнице Пољске и Литваније. Пре прве серије ратова у 15. веку, Велика кнежевина Литванија преузела је контролу над многим територијама Источне Европе, од Кијева до Можајска, након пропасти Кијевске Русије због монголских инвазија. Током ратова, посебно у 16. веку, Московљани су успели да се прошире према западу, преузевши контролу над многим кнежевинама.

## Историјска позадина

### 14. век: Литванска експанзија
Велике кнежевине Москве и Литваније су имале низ сукоба још од владавине Гедимина, који је у бици на реци Ирпин победио коалицију рутенских кнежева и заузео Кијев, бившу престоницу Кијевске Русије. До средине 14. века, Литванија која се ширила обухватала је Чернигов и Северију. Алгирдас, наследник Гедимина, склопио је савез са Великим Тверским војводством и предузео три експедиције против Москве, покушавајући да искористи недораслост Великог кнеза Москве, Дмитрија Ивановича, који је ипак успео да одбије ове нападе.
Први упади литванских трупа у Московску кнежевину догодили су се 1363. Године 1368, Алгирдас је извео прву велику експедицију против Москве. Опустошивши москвску пограничну територију, литвански принц је поразио трупе кнеза Стародоуба Симеона Дмитријевича Крапива и кнеза Оболенског Константина Јуријевича. Дана 21. новембра Алгирдас је поразио московске стражарске трупе на реци Тросна. Међутим, није могао да заузме Московски кремљ. Алгирдасове трупе су опустошиле област око града и поробиле значајан део московског становништва. Године 1370, Алгирдас је предузео још једну експедицију против Москве. Уништио је подручје око Волока Ламског. Дана 6. децембра опколио је Москву и почео да пустоши околно подручје. Добивши поруку да кнез Владимир Андрејевич долази у помоћ Москви, Алгирдас се вратио у Литванију. Године 1372, Алгирдас је поново напао Москву и стигао до Љубутска. Међутим, велики кнез Москве Дмитриј Иванович поразио је стражарске трупе Алгирдаса, и Литванци су склопили примирје са Москвом. Године 1375, Алгирдас је опустошио Смоленску кнежевину.
Неки елементи у Московској кнежевини су желели да успоставе контролу над свим територијама које су некада биле у саставу Кијевске Русије, од којих су многе у то време биле део Великог војводства Литваније (укључујући данашње територије Белорусије и Украјине). Надаље, Москва је желела да прошири свој приступ Балтичком мору, све важнијем трговачком путу. Стога је сукоб између Литваније и Москве тек почињао.